# Telemaco
Telemaco ist eine Opera seria (Originalbezeichnung: „Dramma per musica“) in drei Akten von Carlo Sigismondo Capece, vertont von Alessandro Scarlatti. Die Oper ist das 109. Bühnenwerk des Komponisten und wurde am 29. Januar 1718 vollendet. Sie wurde während der Karnevalsaison 1718 im römischen Teatro Capranica uraufgeführt.

## Handlung

### Erster Akt
Neptun, Herrscher der Meere und Beschützer Trojas, fordert wütend den Tod von Telemaco, dessen Vater Odysseus Troja zerstört hatte. Minerva, die Telemaco dazu bestimmt hat, Antiope, die Tochter Idomeneus zu heiraten, beteuert Telemacos Unschuld und bittet Neptun um Gnade.
Wie sein Vater wird Telemaco schiffbrüchig und strandet auf der Insel Ogygia, die Insel der Nymphe Calipso, der Feindin Idomeneus. Obwohl Calipso dem Fürsten von Korinth Adrasto versprochen ist, verliebt sie sich in Telemaco. Telemaco verliebt sich beim ersten Anblick in Erifile, die Sklavin von Calipso. Dies versetzt Sicoreo, Calipsos Bruder, in Wut, denn er ist in Erifile verliebt und hat sie seiner Schwester als Sklavin geschenkt. Mentore findet seinen Freund Telemaco auf der Insel und mahnt zur Abreise, um Antiope zu finden. Da Calipso Telemaco nicht opfern will, ist sie verzweifelt, wie sie Neptun besänftigen kann. Sie ruft den Geist ihres Vaters an. Dieser befiehlt, den Opferaltar vorzubereiten. Das Opfer werden dann die Götter selber schicken.

### Zweiter Akt
Telemaco, der seinen Namen bisher verborgen hatte, gesteht Erifile seine Identität. Auch diese drängt ihn dazu, die Insel zu verlassen.
Sicoreo bedrängt Telemaco, sich endlich preiszugeben, während Mentore zur Abreise mahnt. Silvina und Tersite bereiten den Altar vor. Im Tempel warten alle auf das von den Göttern geschickte Opfer. Telemaco erscheint, gibt sich preis und will sich freiwillig opfern, um Neptun zu besänftigen. Calipso unterbricht die Opferung, da die Götter niemals Unschuldige bestrafen und sie verhindern will, dass die Götter ein Verbrechen begehen. Es zeigt sich, dass Neptun schon durch die Opferbereitschaft von Telemaco besänftigt ist. Sicioreo hetzt Adrasto auf, Telemaco zu töten. Entschlossen, dies zu tun, droht Adrasto Calipso, Telemaco zu ermorden. Calipso, die nichts von der Liebe Erifiles zu Telemaco weiß, sendet Erifile als Botin ihrer Liebe zu Telemaco.

### Dritter Akt
Adrasto verletzt sich beim Versuch, Telemaco zu töten, selbst und erzählt Calipso von der Liebe Telemacos zu Erifile. Da sie die, die sie lieben, nicht haben können, wollen sie die Herzen der Geliebten verletzen und deren Geliebte töten; so will Calipso Erifile töten und Sicoreo Telemaco. Doch beide bringen es nicht übers Herz und nehmen sie stattdessen gefangen. Die Truppen Mentores befreien Telemaco. Erifile gibt sich als Antiope zu erkennen. Die Götter haben ihren Willen und Calipso fügt sich in ihr Schicksal und wird  Adrastos Braut. Minerva wünscht allen Glück und Freude.